# Гимназия № 1 (Новосибирск)
Гимназия № 1 (ранее школа № 42, затем школа-гимназия № 42) — среднее общеобразовательное учреждение муниципального подчинения  в Новосибирске (Россия).

## История
Средняя школа № 42 была открыта осенью 1936 года. Первым директором стал Владимир Николаевич Афанасьев.
После войны в школе № 42 была создана так называемая Малая медицинская академия. Впоследствии между академией (ныне Новосибирский государственный медицинский университет) был налажен постоянный контакт, продолжающийся по настоящее время. Из стен школы № 42 вышли многие известные врачи.
На рубеже девяностых годов школа № 42 была преобразована в гимназию. Созданием гимназии занялись директор школы В. Г. Косьяненко и его заместители Л. К. Распопина и Е. Н. Соловьёва. Итогом шестилетней деятельности коллектива педагогов под их руководством стало постановление мэрии города Новосибирска об установлении школе-гимназии № 42 статуса муниципальной гимназии и присвоении ей первого номера.
В 1996 году школа № 42 была переименована в гимназию № 1.
С введением в 1997 году в эксплуатацию нового корпуса гимназия получила актовый зал, помещения для учебной и кружковой деятельности, библиотеки и читального зала.

## Учебный процесс
В гимназии работают естественно-научный, технический, гуманитарный, экономический и физико-математический классы (последний — совместно с СУНЦ НГУ). Гимназия является членом программы Microsoft IT Academy, по окончании которой учащиеся имеют право на получение сертификата международного образца Microsoft Office Specialist.
Начиная с 3-4 класса, ученики гимназии привлекаются к участию в олимпиадах. В 5 классе проходят олимпиады по математике, позже по русскому языку, в 6-8 классах воспитанники гимназии участвуют в городской интегрированной олимпиаде «Золотая середина», в которой за день участник работает над заданиями нескольких предметных олимпиад на свой выбор и площадкой для которой служит сама гимназия № 1. Гимназия также более десяти лет проводит городскую олимпиаду «Полиглот» по десяти языковым номинациям, включая языки программирования. Особенно успешно в олимпиадном движении участвуют учащиеся, чей интерес лежит в области информатики. Только за 2009/10 год 12 учащихся гимназии стали победителями и призёрами Всероссийской предметной олимпиады, также была завоёвана серебряная медаль на 44-й Международной Менделеевской олимпиаде, проходившей в Баку. Ученики экологического направления участвуют в международных проектах.
В школе хорошо развита система дополнительного и внеклассного обучения. Работают многочисленные театральные студии, инструментальные, вокальные и танцевальные ансамбли, сильная шахматная секция, участники которой ездят на соревнования в Москву. В 2019 стала Опорной школой РАН .

## Директора́
- Афанасьев, Владимир Николаевич — первый директор школы.
- Косьяненко, Виктор Григорьевич — директор школы, Отличник народного просвещения РФ, Заслуженный учитель Российской Федерации, начал работать в школе № 42 в 1988 году.

## Педагогический состав
- Аглиулин, Идрис Шайхимуллич — преподаватель, лауреат грантов Фонда поддержки и развития отечественной фундаментальной науки «Династия» (десять раз с 2005 по 2014 год)[4].
- Арчибасова, Елена Михайловна — преподаватель, лауреат грантов Фонда поддержки и развития отечественной фундаментальной науки «Династия» (в 2008 и 2010 годах).
- Булгакова, Варвара Афанасьевна (1895—1956) — преподаватель немецкого языка, сестра знаменитого русского писателя Михаила Булгакова и прототип Елены Турбиной в его романе «Белая гвардия»[5]. На территории гимназии в память о Варваре Афанасьевне установлена стела[6].
- Стржалковская Антонина Николаевна — учитель пения, ученица композитора Александра Глазунова[7].

## Известные выпускники
- Дезидериева-Буда, Надежда Александровна (1922—2010) — оперная певица, директор детской музыкальной школы № 1 в Новосибирске, деятель культуры. Окончила школу в 1941 году[8].
- Дягилева, Яна Станиславовна (1966—1991) — советская рок-певица, автор-исполнитель, участница панк-рок-групп «Гражданская оборона», «Великие Октябри» и т. д.
- Маклаков, Алексей Константинович (род. 1961) — российский актёр театра и кино, певец, Заслуженный артист Российской Федерации.
- Подгорбунский, Сергей Александрович (1948—2014) — советский и российский журналист и медиаменеджер. Учился в гимназии с 1955 по 1966 год.
- Самолётов, Алексей Эдуардович (род. в 1963 г.) — российский тележурналист, актёр, сценарист, режиссёр и обозреватель телеканала «Звезда».
- Фомин, Дмитрий Анатольевич (род. в 1974 г.) — актёр, телеведущий и российский певец, солист музыкальной поп-группы Hi-Fi. Лауреат премии «Золотой граммофон» и фестиваля «Песня года», многократный номинант и лауреат премий МУЗ-ТВ и RU.TV.